# Tillandsia barbeyana
Tillandsia barbeyana là một loài thực vật có hoa trong họ Bromeliaceae. Loài này được Wittm. miêu tả khoa học đầu tiên năm 1889.